# Der Schwanenprinz – Lebe deinen Traum
Der Schwanenprinz – Lebe deinen Traum ist ein Musical über den Märchenkönig Ludwig II., das erstmals im Sommer 2016 in zehn Vorstellungen (und drei Zusatzvorstellungen) auf dem Forggensee in Füssen gezeigt wurde. Der Schwanenprinz ist das erste Musical auf einem Schiff mit Szenen an Land.

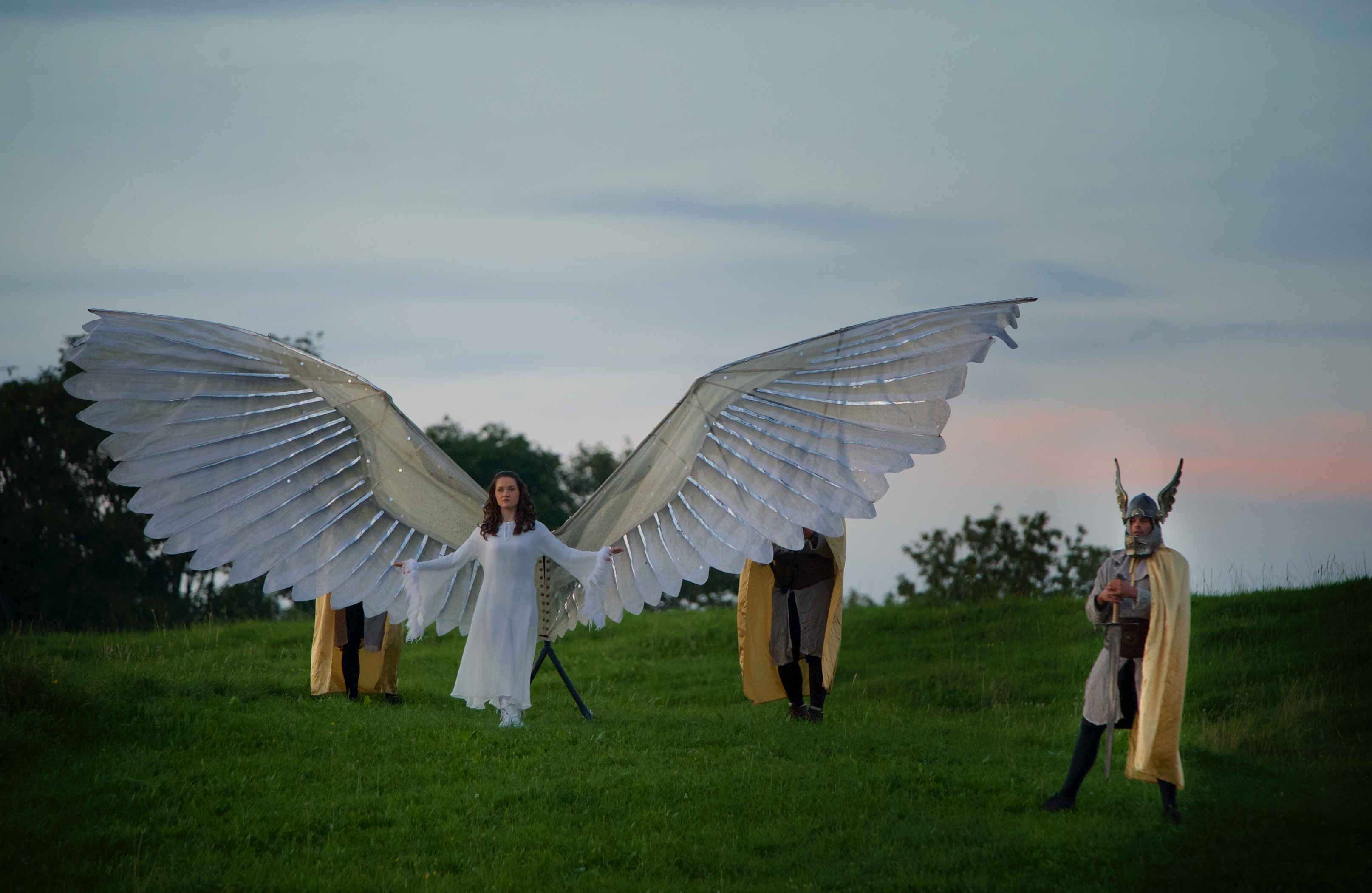
Magischer Schwan von Michael Curry, Der Schwanenprinz 2016

## Hintergrund
Buch/Liedtexte/Produktion/Regie stammen von dem Künstlerpaar Janet Chvatal & Marc Gremm. Die Musik stammt von Nic Raine. Die deutsche Übersetzung wurde von Esmeralda Endruweit angefertigt. Die Co-Regie/Staging übernahm Volker Bleck. Die Regie-Assistenz übernahm Christopher Green und die Choreographie Volker Bleck und Nia Hawyes. Ton- und Lichttechnik wurden gesteuert von Mario Ruschel. Technik-Koordinator für die Szenen an Land war IPMedia, Dirk Pfeifer.
Das Musical wurde erstmals im Sommer 2016 auf der Füssen auf dem Forggensee in Füssen gezeigt. Die Handlung spielte auf einem „Musical-Deck“ sowie einzelne Szenen an Land.
Nach ausverkauften Vorstellungen im Premieren-Jahr wurde die Produktion 2017 mit einem Spektakel am Wasserkraftwerk Roßhaupten neu bearbeitet.

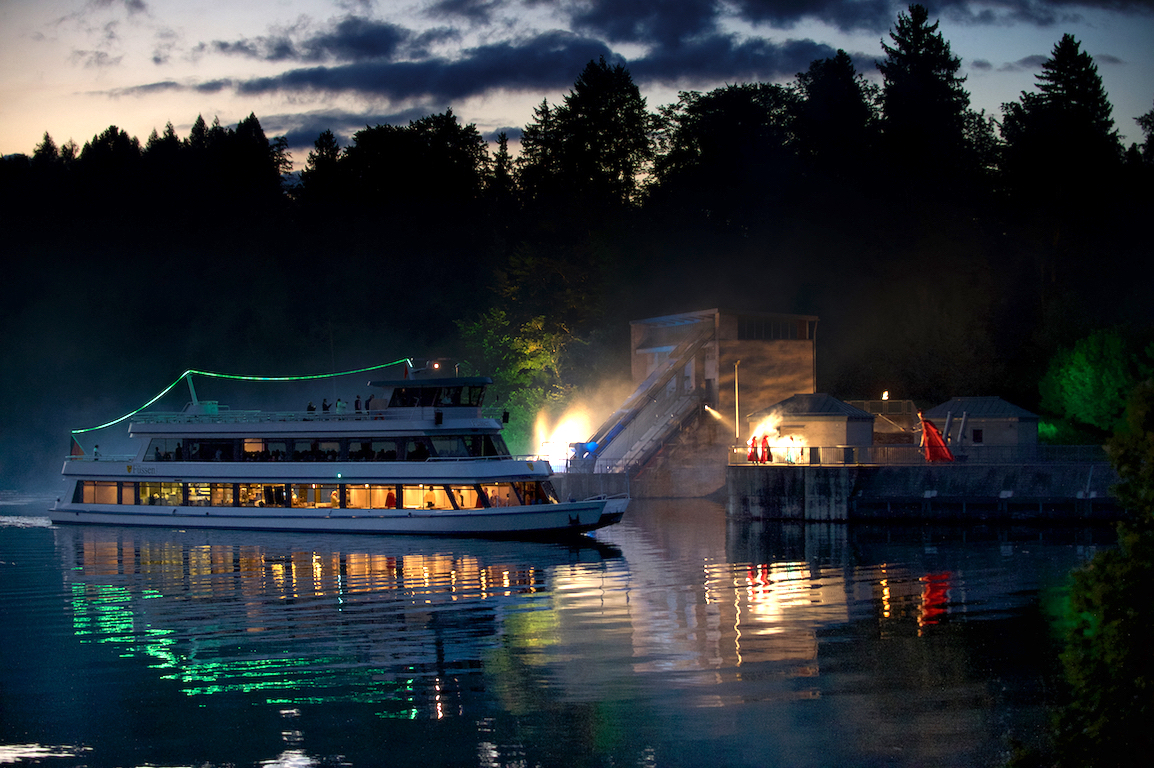
Schiff und Landszene am Kraftwerk, 2017

Die Wiederaufnahme des Musicals im Juli 2018 auf dem Forggensee konnte aufgrund von Sanierungsarbeiten am Staudamm in Roßhaupten nicht auf dem See stattfinden, stattdessen wurde das Stück in Konzertform im Kaisersaal der Stadt Füssen aufgeführt.
2019 kehrte das Musical auf dem Forggensee mit einem neuen Sound Design und einem neuen Lied zurück.
2021 wurde eine englische Kurzversion des Musicals unter dem Namen The Dream King für das Festspielhaus Neuschwanstein produziert.

## Handlung
Es erzählt die Geschichte eines jungen Prinzen, des späteren Märchenkönigs Ludwig II. Er hat den Mut, an seine Träume zu glauben. So muss er z. B. den Kelch der Träume zurückerobern und den magischen Schwan übergeben. Als „Musical-Abenteuerreise“ bezeichnen Chvatal & Gremm ihr zweieinhalbstündiges Musiktheater, bei dem die Natur, der See mit Wiesen, Bergen und Schloss Neuschwanstein eine wichtige Rolle spielt.

## Darsteller (Premierenbesetzung 30. Juli 2016)
- Der Schwanenprinz: Linus Langenbacher[11]
- Prinzessin: Rosalie Kratzer
- Großvater/Vater/Zauberer Klingsor: Patrick Simper
- Mutter/Hexe Kundry: Suzan Zeichner
- Diener: Christopher Green
- Junger König: Elias Hermann
- Junge Kaiserin: Sarah Hummel
- Schwan: Nia Hawyes
- König: Marc Gremm
- Kaiserin: Janet Chvatal
- Das Volk: Florian Kügle, Gideon Kratzer, Merit Langenbacher, Martina Läufle, Melanie Patzner, Philipp Maul, Sarah Maul, Sebastian Endres, Tanja Versal, Zoe Morisse
- Ritter:
  - Roter Ritter: Samuel Hollenstein
  - Oberhaupt der Schwanenritter: Dennis Hackl
  - Schwanenritter: Michael Wiesand, Nicco Zich

## Darsteller (BesetzungThe Dream King25. August 2021)
- Der Schwanenprinz: Daniel Mladenov
- Prinzessin: Kristin Backes
- Vater/König: Patrick Stanke
- Diener: Christopher Green
- Schwan: Stefanie Gröning

## Titelliste CD 2016
1. Königstraum (Ouvertüre)
2. Wir stechen in See (Schwanenprinz, Großvater)
3. Die Legende des Sees (Königin, Schwanenprinz, Großvater)
4. Eines Tages, wenn ich König bin (Prinzessin, Schwanenprinz, Großvater)
5. Im Märchenland (Königin)
6. Der Briefwechsel (Junge Kaiserin, Junger König, Großvater)
7. Du bist mein Licht (J.Kaiserin, J.König, Kaiserin, König)
8. Brennende Herzen (Kaiserin, König)
9. Im Sturm der Zeit (Schwan)
10. Erscheinung des Schwans (Schwan)
11. Disziplin (Diener)
12. Klingsor & Kundry (Hexe Kundry, Zauberer Klingsor)
13. Meister Zweifel (Zauberer Klingsor)
14. Das Rad der Zeit (Kaiserin)
15. Einsam bin ich (König)
16. Rex Tremendae (Die Ahnen)
17. Die Erlösung (Schwanenprinz)
18. Himmlischer Chor (Die Ahnen, das Volk)
19. Lebe deinen Traum (Kaiserin, König, das Volk)